# Яковенково (Харьковская область)
Якове́нково (укр. Яковенкове), село, Яковенковский сельский совет,
Балаклейский район, Харьковская область.
Является административным центром Яковенковского сельского совета, в который, кроме того, входят сёла Волчий яр, Калиновка, Степок и Таранушино.

## Географическое положение
Село Яковенково находится в 6 км от города Балаклея, на берегу реки Средняя Балаклейка.
Рядом проходит автомобильная дорога Т-2110.

## История
В 1918 году были размещены окружные артиллерийские склады. После провозглашения независимости Украины 65-й арсенал был передан в ведение министерства обороны Украины и по состоянию на 2009 год являлся одним из крупнейших складов боеприпасов на территории Украины.
По состоянию на начало 1966 года численность населения составляла 1454 человека, здесь находилась центральная усадьба колхоза им. Ватутина, действовали восьмилетняя школа, клуб, библиотека и автоматическая телефонная станция.
Население по переписи 2001 г. составляло 1126 человек.
Рядом с арсеналом расположены густонаселенные села Вербовка и Яковенково, а также железнодорожная станция, нефтебаза, школа и ряд предприятий.

## Достопримечательности
- Несколько братских могил и памятный знак воинам-односельчанам, погибшим на фронтах Великой Отечественной войны.